# 保险合同
保险合同（英語：insurance policy）是商业保险中投保人与保险公司约定权利义务关系的契约。

## 保险合同的存在形式
保险合同一般包括投保单和保险单，二者构成要约和承诺，附加包含一般约定的保险条款共同构成。有时候保险单会用其简化方式“保险凭证”替换。在特殊情形下，比如无标准化条款时，保险合同可以是当事双方签订的书面协议；无法当时出具保险单时，保险合同可以是暂保单。
一般，标准化的保险条款中会规定，保险合同由投保单、保险单、保险条款、批注、附贴批单、其他相关的投保文件、双方的声明、其他书面协议共同构成。

## 保险合同的特征

### 保险合同是射幸合同
射幸合同是指，当事人一方是否履行义务有赖于偶然事件是否出现的合同。
保险合同中的投保人，可能获得远大于所支付保险费的利益，也可能不会获得利益；保险合同中的保险人，可能所赔付的保险金远远大于其所收取的保险费，也可能只收取保险费而不承担支付保险金的责任。

## 分类

### 财产保险合同和人身保险合同
- 财产保险合同的是以财产及利益为保险标的的保险合同。财产保险合同可分为超额保险合同、足额保险合同和不足额保险合同。顾名思义，超额、足额和不足额是保险金额相对于保险标的的价值而言的。超额或者足额时，保险标的全损，则保险公司按照标的的价值赔偿，然后保险人享有代位追偿权；不足额时，保险标的全损，保险公司只按照保险金额赔偿，保险标的部分损失，保险公司按照保险金额占保险价值的比例赔偿。
- 人身保险合同是以人的身体或者生命为保险标的的保险合同。

### 定额保险合同和损失补偿保险合同
- 定额保险合同当保险事故发生时保险公司按照合同约定的保险金额赔偿。人寿保险、津贴型健康保险、意外伤害保险均属于定额保险合同。
- 损失补偿保险合同给付的保险金数额以损失的额度和保险金额两者最小值确定，损失补偿保险合同不允许被保险人因保险事故发生而盈利。财产保险合同、医疗费用报销型健康保险合同、责任保险合同、信用保险合同、保证保险合同等都属于损失补偿保险合同。

### 複保險合同
- 複保險指的是被保險人就同一保險標的，向原保險以外的保險公司訂立保險合同。在法律上，保險人在複保險時應該告知其曾投保的相同保險。中華民國《保險法》第35條：“複保險，謂要保人對於同一保險利益，同一保險事故，與數保險人分別訂立數個保險之契約行為。”；第36條：“複保險，除另有約定外，要保人應將他保險人之名稱及保險金額通知各保險人。”；第37條：“要保人故意不為前條之通知，或意圖不當得利而為複保險者，其契約無效。”

### 原保险與再保险合同
- 原保险合同是相对于'再保险合同'而言的，是投保人和保险公司最初订立的保险合同。
- 再保险合同是保险公司向再保险公司投保并订立的契约。中華民國《保險法》第39條：“再保險，謂保險人以其所承保之危險，轉向他保險人為保險之契約行為。”

## 保险合同的签订
保险合同签订时，除必须遵循保险的原则外,还应当遵循平等互利、协商一致、自愿订立、合法的原则。
保险合同签订是一个要约承诺的过程。
投保人向保险公司索取投保单并如实填写、如实回答保险公司的提问，咨询、了解并认可保险公司的条款，将投保单递交保险公司的过程构成一个要约，称为投保。
保险公司完全同意投保人提出的要约构成承诺。如果保险公司提出其他条件对投保人的要约协商变更的，称为反要约。经过要约-反要约-...-承诺，最终达成承诺。一旦双方达成一致，保险公司出具保险合同，投保人缴纳保险费，这个过程在保险实务上称为承保的过程。

## 保险合同的内容
一般来说，保险合同的内容应当包括
1. 保险人的名称和住所；
2. 投保人、被保险人的名称和住所，人身保险合同还应包括受益人的名称和住所；
3. 保险标的；
4. 保险责任和除外责任；
5. 保险期间和保险责任起始时间；
6. 保险标的的价值；
7. 保险金额；
8. 保险费及保险费的支付方法；
9. 保险金赔偿或者给付办法;
10. 违约责任及争议处理;
11. 保险合同订立的确切日期。

## 保险合同的变更
保险合同当事双方经过协商，达成一致后，可以变更保险合同的内容。
保险合同变更时，要保证保险合同合法、有效；变更手续形式合法；双方达成一致方可进行变更。
《中华人民共和国保险法》规定（第21条）：“在保险合同有效期内，投保人和保险人经协商同意，可以变更保险合同的有关内容。变更保险合同的，应当由保险人在原保险单或者其他保险凭证上批注或者附贴批单，或者由投保人和保险人订立变更的书面协议。”

## 保险合同的履行
保险合同的双方当事人应按照合同的约定履行自己的义务，否则应承担因不履行义务造成的后果。
投保人应当履行如下义务：
1. 及时缴纳保险费；
2. 维护保险标的处于安全状态；
3. 发生保险事故及时通知；
4. 发生保险事故尽力施救；
5. 索赔时提供相关证明和资料。

保险人应当履行如下义务：
1. 及时签发保险单；
2. 索赔时及时赔偿或给付保险金；
3. 依法支付施救费用、调查费用、诉讼或者仲裁费用；
4. 拒保及时通知投保人，对所知道的投保人、被保险人、保险标的和受益人情况保密。

## 保险合同的终止与解除

### 终止
保险合同终止有如下情形：
1. 法律法规变更导致的法定终止；
2. 因保险事故发生，保险人全部履行保险责任导致保险合同的终止；
3. 保险期间未发生保险事故，保险合同满期导致的终止；
4. 因保险合同双方解除导致保险合同终止。

### 解除
解除保险合同，对于投保人来说比较宽松，除了保险条款约定保险合同不可解除的情形外，投保人可以无任何原因解除保险合同。所导致的法律后果是：《中华人民共和国保险法》规定（第39条），“保险责任开始前，投保人要求解除保险合同的，应当向保险人支付手续费，保险人应当退还保险费。保险责任开始后，投保人要求解除保险合同的，保险人可以收取自保险责任开始之日至合同解除之日期间的保险费，剩余部分退还投保人。”一般来说，保险事故发生导致保险人支付了保险金，但未达到保险金额，保险金额剩余部分仍旧有效的情形下，保险条款规定保险合同不可解除。
对于保险人来说，法律规定不可随意解除保险合同。除非有如下情形：
1. 投保人违反如实告知义务；（故意未履行如实告知义务的，不退还保险费）
2. 被保险人或者受益人的违法行为；（不退还保险费）
3. 投保人、被保险人未按照约定履行对保险标的应承担的责任；
4. 保险标的危险程度增加的；
5. 人身保险合同效力中止两年的。

## 无效保险合同
因保险合同違反保險人及被保險人公平性、违反法律、行政法规或者社会公共利益的，虽然已经成立，但是属于无效保险合同。无效保险合同自始至终没有法律效力，当事双方都不得依据合同履行权利和义务。中華民國《保險法》第54條：“本法之強制規定，不得以契約變更之。但有利於被保險人者，不在此限。保險契約之解釋，應探求契約當事人之真意，不得拘泥於所用之文字；如有疑義時，以作有利於被保險人之解釋為原則。；”中華民國《保險法》第54-1條：“保險契約中有左列情事之一，依訂約時情形顯失公平者，該部分之約定無效：一  免除或減輕保險人依本法應負之義務者。二  使要保人、受益人或被保險人拋棄或限制其依本法所享之權利者。三  加重要保人或被保險人之義務者。四  其他於要保人、受益人或被保險人有重大不利益者。”

## 争论

### 保险合同效力的开始
有人认为保险合同效力应开始于保险人的承诺，也有人认为保险合同开始于保险人收取了投保人缴纳的保险费，也有人认为保险合同效力的开始以保险单载明的起始时间为准。曾经有法院根据《中华人民共和国合同法》判定保险合同效力开始于保险人收取保险费并出具保险费收据，但保险业界人士大多认为保险合同效力应开始于保险单载明的起始时间。

### 无效保险合同是否应退还保险费
按照通行的原则，合同无效为自始至终无效，所以因该合同取得的财产应当返还，有过错的一方承担过错责任，双方都有过错的，各自承担相应的责任。
但是有人认为，通过保险合同进行欺诈、或者恶意损害第三人的利益、故意未如实告知、以合法形式掩盖非法目的等行为，特别在人寿保险范畴，会导致不知情的第三人的生命和身体处在危险之中，在这种情况下，保险合同在订立开始就无效，虽然其过错责任并未造成经济损失，但是应判定不应退还保险费，数额达到一定程度的还应当追究刑事责任。比如在公共场所恶意携带炸药包的行为，危害了公共安全，虽然没有引爆导致损失，但是警察会没收其炸药包并进行处罚。
导致保险合同无效的过错责任至今没有法律系统进行规定，只是保险人在保险条款中列明了一些不退还保险费的情形。